# Kärleksknop

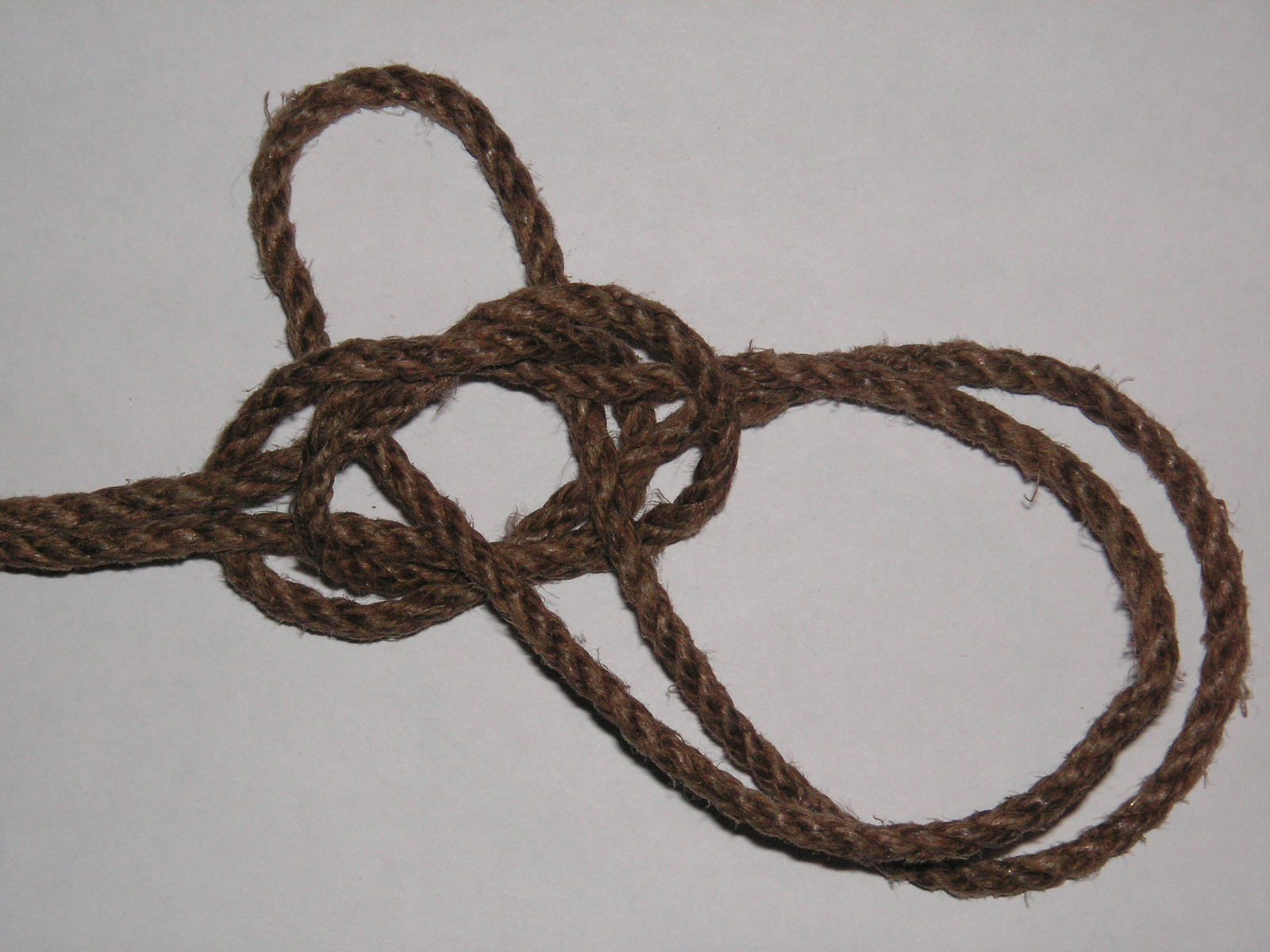
Det fria ögat på en engelsk säckknop träs genom knopen.

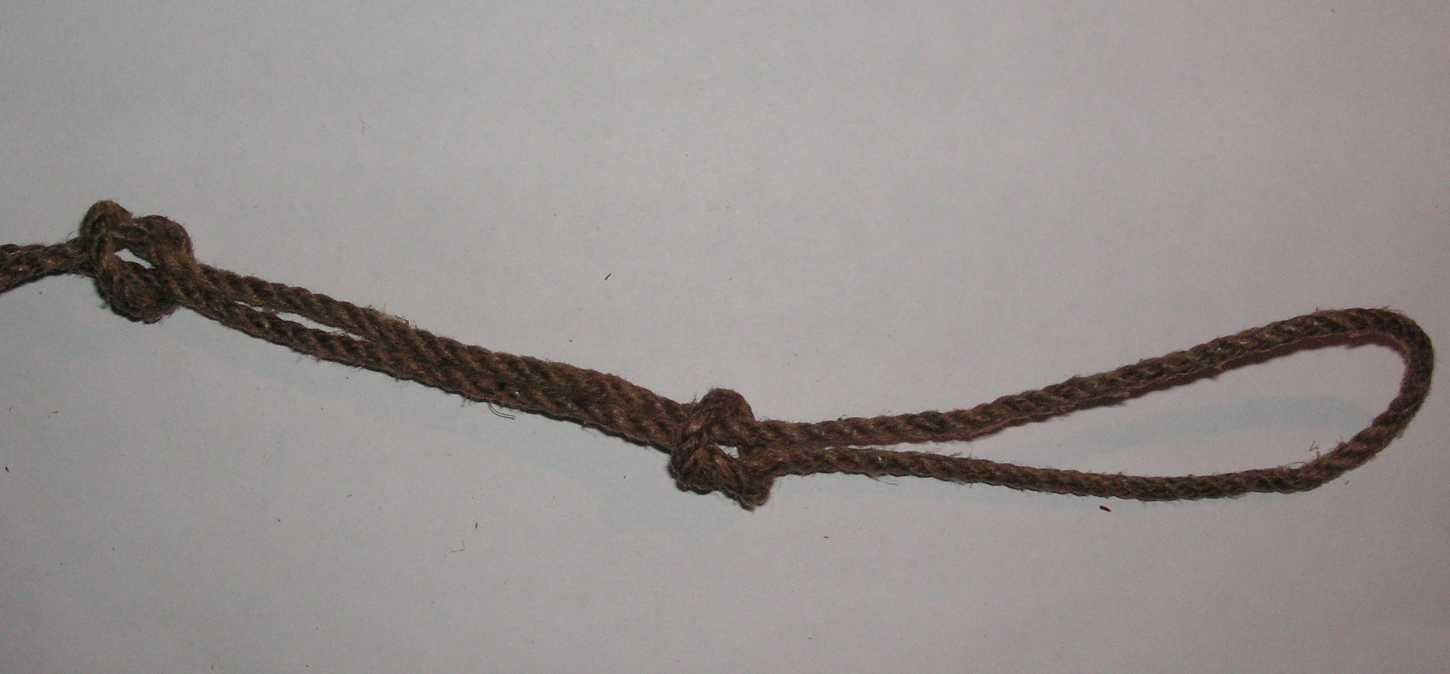
Den färdiga kärleksknopen.

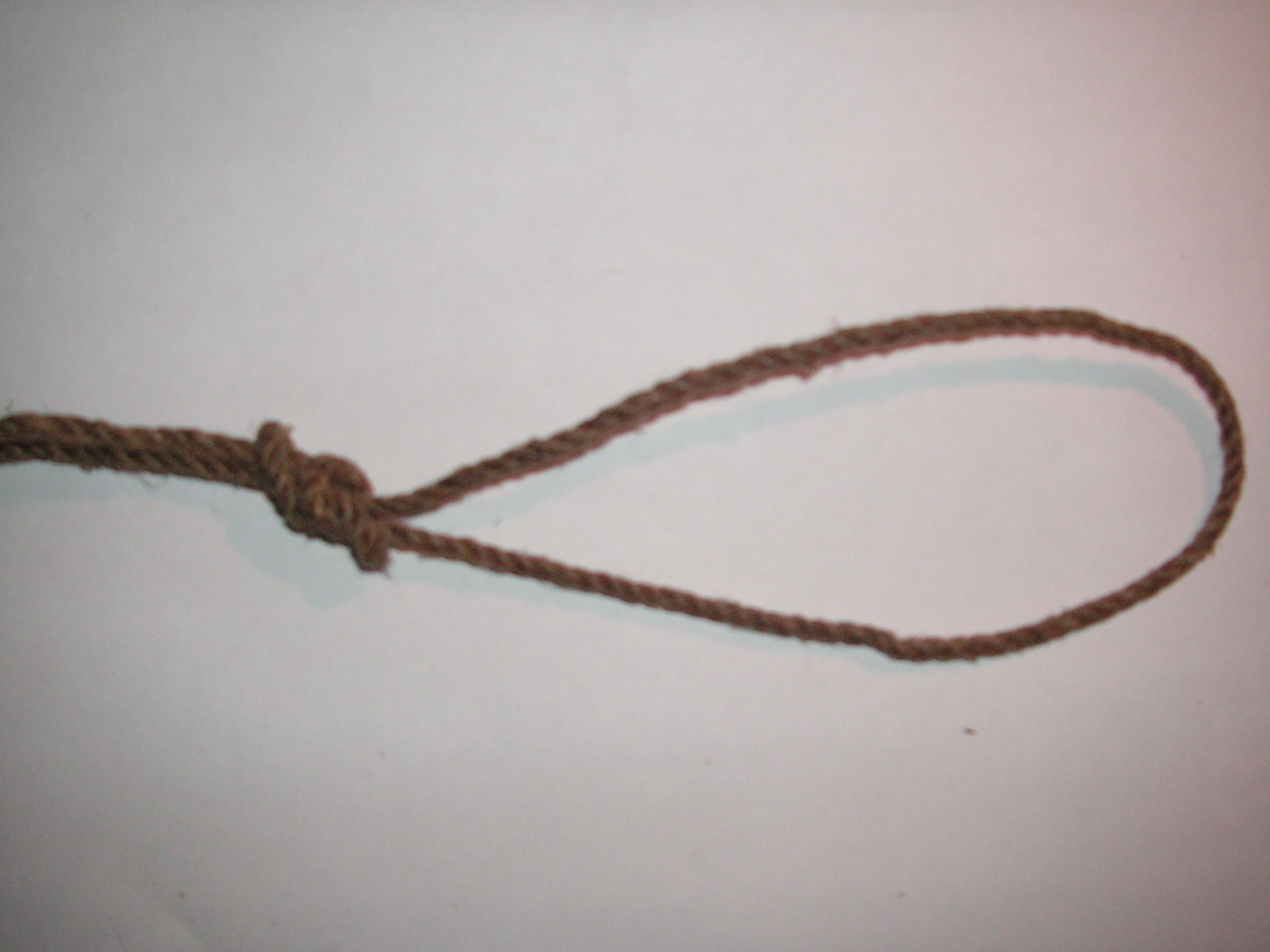
Ihopdragen kärleksknop.

Kärleksknop eller kärleksknut, även kallad Fiskarknop, är en sammanbindningsknop tillika en variant på engelsk säckknop. "Kärlek" i namnet syftar på att den kan användas som en symbol för kärlek. Kärleksknut är belagt i svenska språket åtminstone sedan 1701 och fiskarknop åtminstone sedan 1874.
En kärleksknop består egentligen av två överhandsknopar. Denna kunde en sjöman hänga på en flickas dörr och om den var orörd när han återvände behövde han inte bemöda sig att knacka på. Om den däremot var ihopdragen var han välkommen in. Den tillbedda svarar genom att lägga tillbaka kärleksknopen i ett svarsbrev. Orörda knopar betyder att friaren är försmådd, hopdragen innebär ja till frieriet.